# Conus
Conus Linnaeus, 1758 è un genere di molluschi gasteropodi marini della famiglia Conidae, comprensivo di centinaia di specie diffuse in tutti i mari tropicali e temperati del mondo.

## Etimologia
Il nome del genere deriva dal greco antico κῶνος (kônos) in riferimento alla forma tipica della conchiglia.

## Descrizione

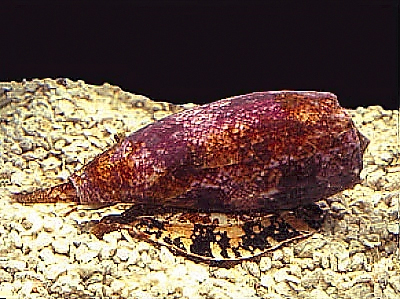
Conus geographus

Il genere comprende molluschi gasteropodi dotati di conchiglia conica con spira molto variabile anche intra-specie. In alcune specie la spira ha una lunghezza superiore ad un terzo della lunghezza dell'intera conchiglia, ma nella maggioranza è poco accentuata, piatta o lievemente concava. La spira presenta spesso tubercoli caratteristici per l'identificazione delle varie specie. Anche le trame colorate, soprattutto nell'ultimo giro di conchiglia (che contiene la gran parte del corpo del mollusco) hanno grande importanza nell'identificazione, anche se spesso estremamente variabili; più stabili i disegni in rilievo.
Per quanto riguarda il corpo, la parte più appariscente dei Conus è il piede, molto robusto e carnoso, largo anteriormente e assottigliato nella parte posteriore, con un opercolo di ridotte dimensioni. L'altra particolarità che distingue il genere Conus è l'apparato boccale con radula ridotta ad un dente acuminato, avente la funzione di arpione, con il quale il mollusco cattura le sue prede; è altresì presente una caratteristica proboscide con cui viene iniettato il veleno nelle prede (piccoli pesci, plancton, molluschi ecc.). 

## Biologia
Il veleno dei Conus è costituito da neurotossine particolarmente forti, in grado di immobilizzare velocemente le prede. Alcune specie (Conus geographus, C. textile, C. omaria, C. tulipa, C. magus, C. striatus)  hanno un veleno che può essere potenzialmente letale persino per gli esseri umani. Tuttavia, nella stragrande maggioranza delle specie di Conus gli effetti sull'uomo si limitano a gonfiore e infiammazioni dolorose localizzate all'arto colpito. Nei rari casi di puntura letale, gli effetti sono a carico dell'apparato respiratorio con possibile arresto cardiaco.

## Distribuzione e habitat
I coni sono un genere di molluschi presenti in tutti i mari tropicali e temperati del mondo, comuni soprattutto nell'Indo-Pacifico. Almeno quattro specie (Conus ventricosus, Conus vayssierei, Conus guanche e Conus striatulus) sono presenti nel mar Mediterraneo.
La presenza nel Mar Mediterraneo del Conus fumigatus è provata da un solo esemplare. La presenza attuale nel mar Mediterraneo del Conus desidiosus non è provata. 
Nel 1990 furono rinvenuti a Lampedusa alcuni esemplari di Conus allora sconosciuti, in seguito identificati come  Conus guanche (Lauer, 1993).
Nel 2009 circa, nelle acque antistanti Catania sono stati trovati esemplari di Conus striatulus a circa 50 metri di profondità. Alcuni di questi esemplari sono stati recuperati, ma non rendendosi conto dell'importanza del ritrovamento, il mollusco non è stato conservato per l'analisi del DNA. 
L'habitat tipico di è costituito dai fondali marini sia rocciosi che sabbiosi a profondità variabili dai pochi metri alle centinaia di metri sotto il livello del mare, a seconda delle specie.

## Tassonomia
Negli ultimi anni, attraverso gli studi filogenetici, si sono moltiplicati i tentativi di semplificare la tassonomia della famiglia dei Conidi. Nel 2015 è stato pubblicato uno studio che ha riorganizzato la famiglia dei Conidi in generale e del Conus in particolare. Sulla base di tale studio e successive elaborazioni il World Register of Marine Species individua circa 760 specie di Conus suddivise in 57 sottogeneri.

### Alcune specie

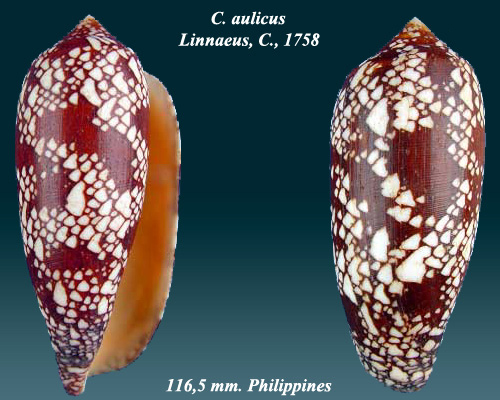
Conus aulicus
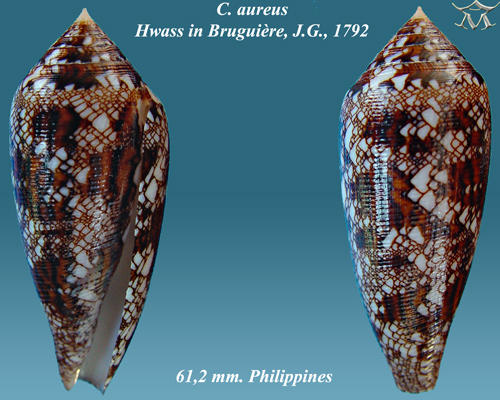
Conus aureus
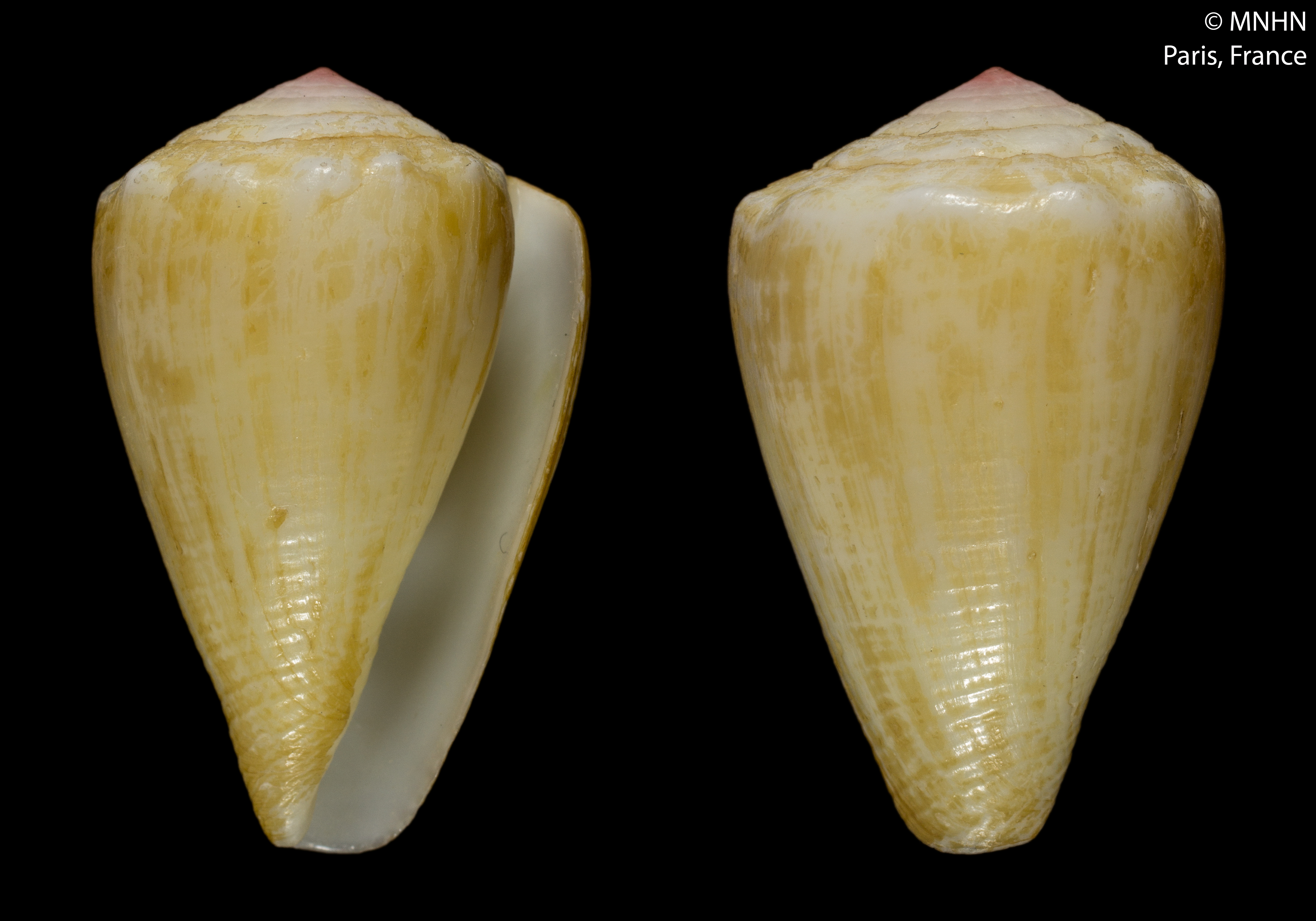
Conus balteatus
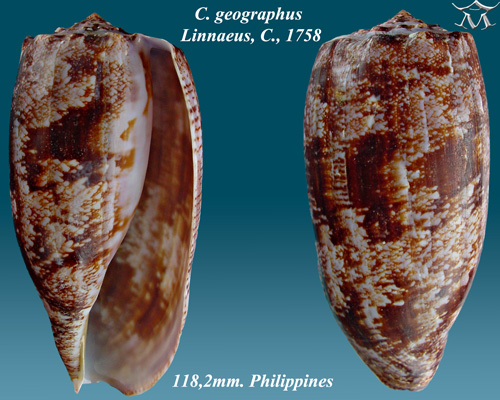
Conus geographus
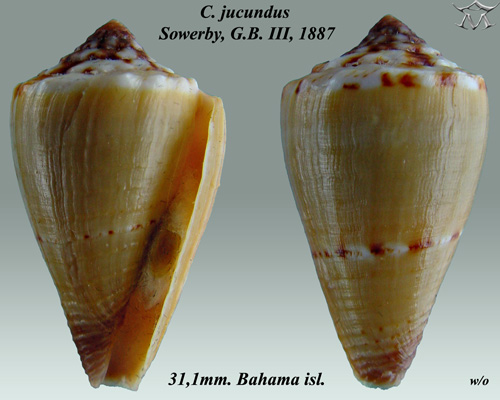
Conus jucundus
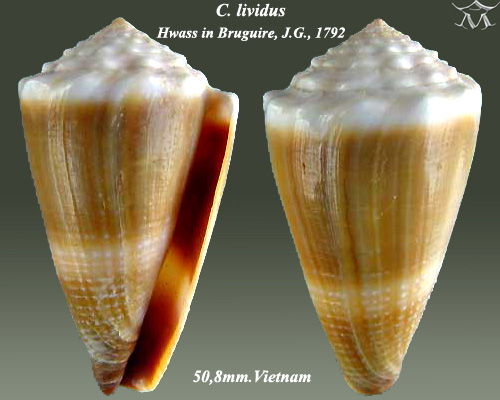
Conus lividus
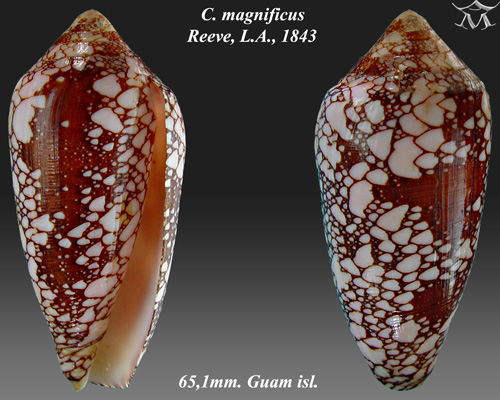
Conus magnificus
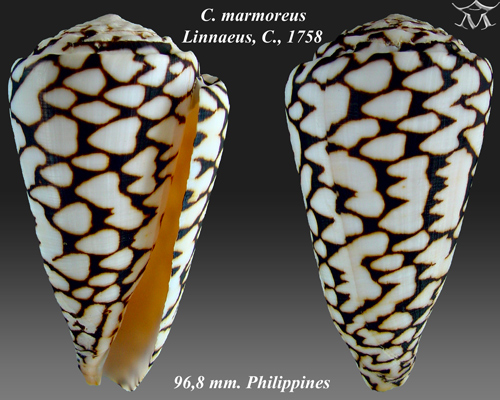
Conus marmoreus
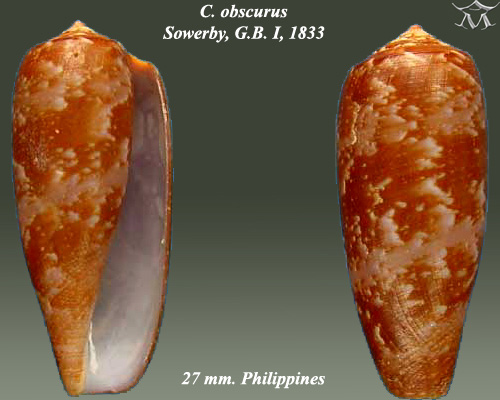
Conus obscurus
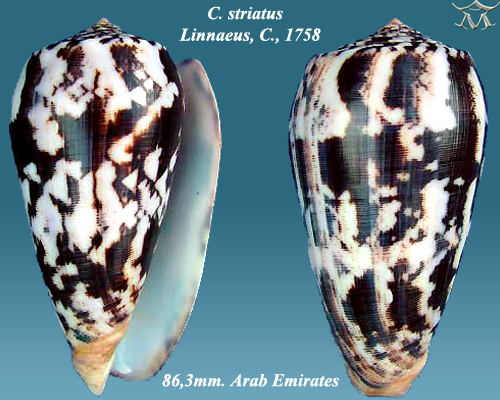
Conus striatus
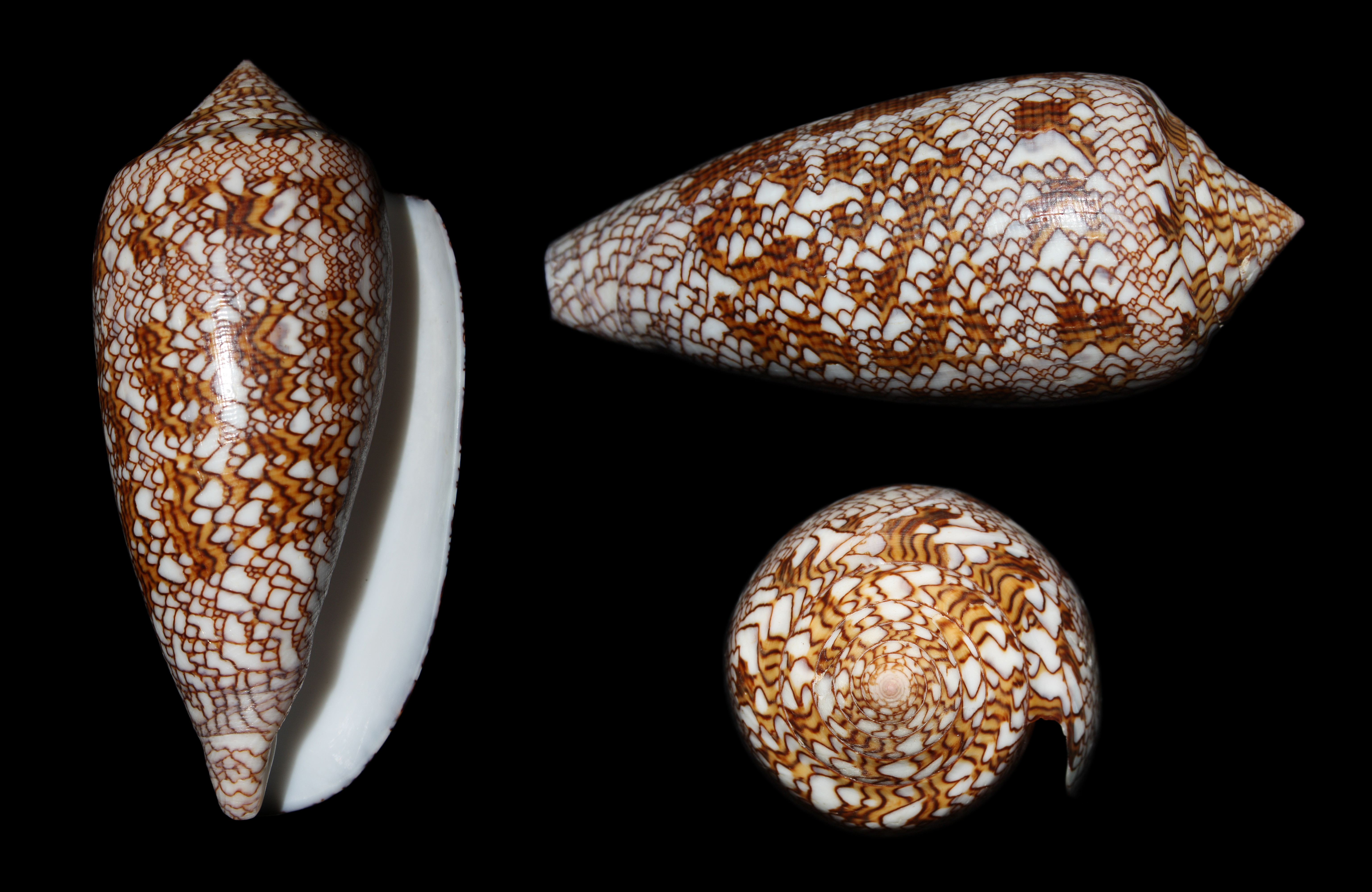
Conus textile
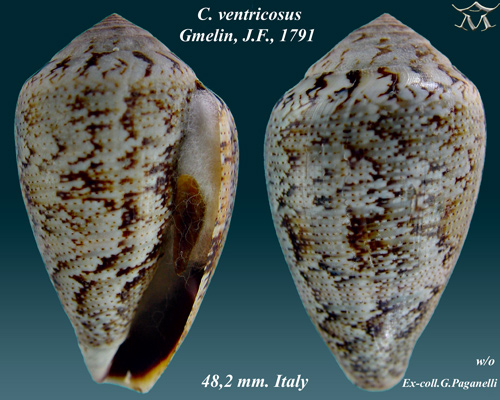
Conus ventricosus